# فی کنین
فی کنین (انگلیسی: Fay Kanin؛ زاده ۹ مهٔ ۱۹۱۷ – درگذشته ۲۷ مارس ۲۰۱۳) یک فیلم‌نامه‌نویس، و تهیه‌کننده اهل ایالات متحده آمریکا بود.
وی همچنین برنده جوایزی همچون جایزه اسکار و جایزه امی شده است.
او در فیلم ثروتمند و مشهور بازی کرده است.